# Кудашёв, Василий Михайлович
Василий Михайлович Кудашёв (21 февраля (6 марта) 1902 — 20 февраля 1944) — советский писатель. Близко дружил с Михаилом Шолоховым.

## Биография
Василий Михайлович Кудашёв родился 21 февраля (6 марта) 1902 года в селе Кудрявщино Данковского уезда Рязанской губернии (ныне — Данковский район Липецкой области). Окончил сельскую школу, после чего работал пахарем. В 1918 году уехал в Москву, работал кочегаром на Александровском вокзале, параллельно с работой учился на общеобразовательных курсах. Вернувшись на родину, Кудашёв организовал комсомольскую ячейку и был избран её секретарём.
С 1922 года Кудашёв учился на рабфаке при Московском государственном университете, где сошёлся с комсомольцами-писателями и вступил в литературную группу «Молодая гвардия». Близко дружил с Михаилом Шолоховым. Приезжая в Москву, молодой Шолохов поселялся в тесной комнатке Кудашева, спал на раскинутом на полу нагольном полушубке. Здесь, в долгих вечерних беседах, обсуждался замысел романа «Тихий Дон», сюда Шолохов привозил свои рукописи, здесь читались первые главы знаменитого романа. В 1924—1927 годах Кудашёв руководил сначала селькоровским, затем литературным отделом «Журнала крестьянской молодёжи», был ведущим передач «Крестьянской газеты на радио». В 1930 году окончил вечернее отделение редакционно-издательского факультета литературы и искусства 1-го Московского государственного университета. Работал в издательствах «Художественная литература» и «Московское товарищество писателей». В 1934 году стал членом Союза писателей СССР.
Кудашёв начинал в 1920-е годы с очерков и рассказов о деревне периода Новой экономической политики, публиковавшихся в молодёжных газетах и журналах. В конце 1920 — начале 1930-х годов писал повести и рассказы о крестьянстве в канун и в период коллективизации. В его произведениях освещается собственническая психология крестьянина-единоличника, разбираются причины, почему значительная доля крестьянства не приняла коллективизацию. Произведения Кудашёва публиковались в крупнейших журналах СССР.
С началом Великой Отечественной войны Кудашев пошёл добровольцем в писательскую роту 22 стрелкового полка 8 стрелковой дивизии народного ополчения. Служил журналистом в военной газете «Боевой путь». Во время Ельнинской операции он был тяжело ранен, оказался в окружении и 8 октября 1941 года попал в плен под Вязьмой. Умер в плену 20 февраля 1944 года от туберкулёза лёгких и похоронен в братской могиле нового кладбища Шталаг II D (Старгард, Померания), ныне в Польше.

## Семья
- Жена — Матильда Емельяновна Чебанова (19??? —10.08.1995)

## Сочинения
- Кудашёв В. М. Будораги. — М., 1925
- Кудашёв В. М. Кому светит солнце. — М., 1931
- Кудашёв В. М. Последние мужики : Роман. — М., 1934
- Кудашёв В. М. Звезда Ивана. — М.: Гослитиздат, 1936 (17 ф-ка нацкниги треста «Полиграфкнига»). — 262, [2] с. : заставки; 10 000 экз.
- Кудашёв В. М. Последние мужики : Роман. — Москва : Гослитиздат, 1939. — 552 с., 1 вкл. л. ил. , 20 000 экз.
- Кудашёв В. М. Большое поле : Повести и рассказы. — Москва : Советский писатель, 1941. — 260 с.; 20 см, 10 000 экз.
- Кудашёв В. М. На поле Куликовом : Повесть / [Ил. В. Бордиченко]. — М. : Гослитиздат, 1941. — 156 с., 4 вкл. л. ил., 20 000 экз.

## Посмертные издания
- Кудашёв В. М. Повести и рассказы. — М.: Советский писатель, 1957. — 360 с., 1 л. портр.; 20 см, 30 000 экз.
- Кудашёв В. М. Последние мужики: Роман. — 3-е изд. — М.: Сов. писатель, 1965. — 586 с. : ил.; 20 см, 75 000 экз.
- Кудашёв В. М. Последние мужики: Роман / [Вступ. статья М. Величко]. — М.: Советская Россия, 1978. — 528 с.: портр.; 75 000 экз.